# Wskaźniki Millera

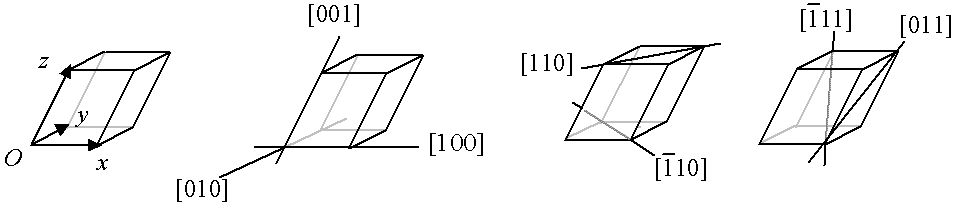
Przykładowe wskaźniki Millera dla prostych

Przykładowe wskaźniki Millera dla płaszczyzn

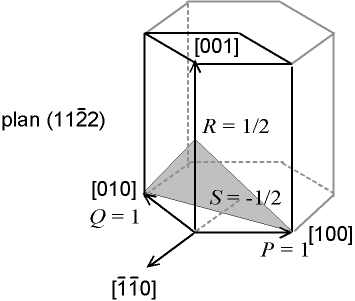
Przykładowe wskaźniki Millera-Bravais’ego

Wskaźniki Millera dla podstawowych płaszczyzn krystalograficznych

Wskaźniki Millera – w krystalografii notacja wykorzystywana do opisu kierunków i płaszczyzn krystalograficznych. Rodzina płaszczyzn lub prostych jest określona przez trzy liczby całkowite nazywane wskaźnikami Millera.

## Wskaźniki Millera dla prostych
Wskaźniki Millera prostej L są współrzędnymi punktu przecięcia tej prostej z jedną z osi głównych kryształu w układzie współrzędnych, którego osie również są osiami głównymi a jego środek leży na prostej L. Wskaźniki dobiera się w taki sposób, aby były zbiorem najmniejszych możliwych liczb naturalnych. Przyjęło się wskaźniki dla prostych umieszczać w nawiasach kwadratowych []. Jeżeli któryś ze wskaźników jest ujemny, znak minus umieszcza się nad liczbą.
Proste równoległe do siebie mają takie same wskaźniki. W przypadku układu regularnego wskaźniki Millera dla prostej są równoznaczne z oznaczeniem kierunku tej prostej w układzie kartezjańskim.
Wskaźniki Millera dla prostej nazywa się również wskaźnikami prostej sieciowej.

## Wskaźniki Millera dla płaszczyzn
Płaszczyzna przecina osie kryształu w pewnych punktach, odcinając odcinki o pewnej długości. Stosunki stałej sieciowej do długości tych odcinków, pomnożone przez stałą dają wskaźniki Millera tej płaszczyzny. Stała musi być tak dobrana, aby wskaźniki miały jak najmniejszą wartość bezwzględną. W przypadku, gdy płaszczyzna jest równoległa do którejś z osi, to punkt przecięcia znajduje się w nieskończoności, co daje wskaźnik Millera równy 0.
Wskaźniki Millera dla płaszczyzn umieszcza się w nawiasach okrągłych (). Umieszczenie ich w nawiasach klamrowych {} wskazuje, że opisywana płaszczyzna jest ścianą kryształu. Również w tym przypadku ewentualny minus zapisywany jest nad liczbą.
Podobnie jak w przypadku prostych, płaszczyzny równoległe do siebie mają takie same wskaźniki Millera. Natomiast takie same wskaźniki jak dana płaszczyzna ma prosta prostopadła do niej. W przypadku układu regularnego wskaźniki Millera dla płaszczyzny są równoznaczne z oznaczeniem kierunku normalnej tej płaszczyzny w układzie kartezjańskim.

## Wskaźniki Millera-Bravais’go
W układzie heksagonalnym i trygonalnym czasem używa się wskaźników Millera-Bravais’go w postaci czterech liczb (h k i l), gdzie h, k i l są wskaźnikami Millera, natomiast i zdefiniowane jest wzorem
{\displaystyle i=-h-k.}